# Cocata Conservation Park
Cocata Conservation Park är en park i Australien. Den ligger i delstaten South Australia, omkring 350 kilometer nordväst om delstatshuvudstaden Adelaide.
Trakten runt Cocata Conservation Park är nära nog obefolkad, med mindre än två invånare per kvadratkilometer.. 
Omgivningarna runt Cocata Conservation Park är huvudsakligen savann. Genomsnittlig årsnederbörd är 454 millimeter. Den regnigaste månaden är juni, med i genomsnitt 90 mm nederbörd, och den torraste är oktober, med 9 mm nederbörd.